# Câmara Municipal de Caetité
A Câmara Municipal de Caetité é o órgão legislativo do município de Caetité, no estado brasileiro da Bahia.

## Histórico

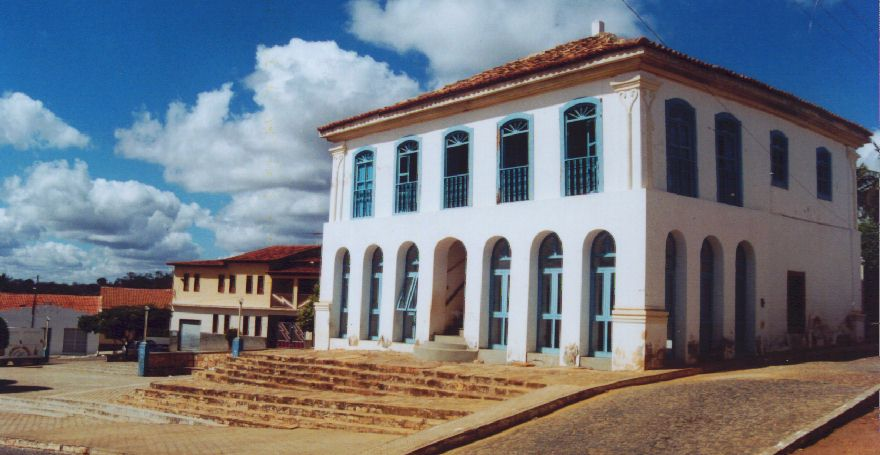
Casa da Câmara e Cadeia - primeira sede do legislativo caetiteense, atualmente, se encontra no antigo salão nobre da Escola Normal

Instalada desde 1810, a Câmara de Vereadores foi a primeira instituição municipal oficial da então Vila Nova do Príncipe e Santana de Caetité.
Com a construção, na metade do século XIX, do prédio da Casa da Câmara e Cadeia, atualmente sede do Arquivo Público Municipal de Caetité (APMC), nela reuniam-se os cidadãos escolhidos para exercer a vereança.
Nestas instalações, em conjunto funcionaram, durante o Império, além da Câmara, o Fórum, a Intendência e a delegacia de polícia. O local, hoje denominado "Praça dr. Deocleciano Teixeira", chamava-se então "Largo do Severino", e era também o centro do campo onde se realizavam as feiras livres.
No século XX, com o advento da república, a Intendência e Câmara mudaram-se para a "Praça de Santana", num sobrado atrás da Catedral, onde depois funcionou o "Aero Club" e durante muitos anos o "Fórum Cezar Zama".
Em 1950 uma nova mudança, desta feita para o edifício sede da Prefeitura, erguido pelo então prefeito, dr. Ovídio Teixeira, que depois foi ainda Senador da República.
Finalmente, estando abandonado o "Pavilhão Ruy Barbosa", da antiga Escola Normal, foi o mesmo restaurado em 1988 para abrigar a sede do Legislativo Caetiteense. Após diversas reformas e ampliações, com a construção de anexos para os gabinetes dos edis, a Câmara possui sua sede num monumento arquitetônico de inegável valor histórico.

## Redução dos assentos
Possuía, até 2004, treze vereadores. Este número, com a redução imposta por decisão judicial em todo o país, foi reduzido - uma vez que desde 1989 a emancipação do distrito de Lagoa Real impingiu uma redução do número de habitantes da cidade e, conseguintemente, também dos legisladores municipais, em 2012 outra lei revogou a anterior e acrescentou mais quatro vereadores, retomando a quantidade anterior de treze vereadores.

## Grandes nomes
A política caetiteense, que já fez três governadores nascidos na cidade, teve ao longo do tempo diversos representantes que, para a política local, regional e estadual, relevância em diversos níveis.
No passado e no presente recente, destacam-se figuras como Joaquim Manoel Rodrigues Lima e seu irmão, Coronel Cazuzinha, Clóvis Moreira da Cunha, Ursino Quirino dos Santos, Décio Montenegro Cerqueira, César Teixeira Ladeia, Edilson Batista de Souza ,  Dr. Ricardo Ladeia, dentre outros que já ocuparam a tribuna desta casa legislativa.